# أحمد راشدي (ميلة)
أحمد راشدي مدينة وبلدية تابعة إقليميا إلى دائرة وادي النجاء بولاية ميلة الجزائرية.
يحدها من الشمال بلدية رجاص ومن الشرق بلدية ميلة وسيدي خليفة ومن الغرب بلدية تيبرقنت وبوحاتم ومن الجنوب بلدية عين الملوك